# Plinia grandifolia
Plinia grandifolia är en myrtenväxtart som först beskrevs av Joáo Rodrigues de Mattos, och fick sitt nu gällande namn av Marcos Sobral. Plinia grandifolia ingår i släktet Plinia och familjen myrtenväxter. Inga underarter finns listade i Catalogue of Life.